# Love You More (JLS)
Love You More è un brano musicale della boy band britannica JLS, estratto come secondo singolo dal secondo album del gruppo Outta This World. Il brano è stato utilizzato per pubblicizzare l'edizione del 2010 della manifestazione benefica della BBC Children in Need. La canzone è stata scritta dal gruppo insieme a Toby Gad e Wayne Hector.

## Tracce
Download digitale
1. Love You More – 3:48
2. You Got My Love – 3:38

## Classifiche
| Chart                                | Peak position |
| ------------------------------------ | ------------- |
| U.S. Billboard Hot 100               | 78            |
| U.S. Billboard Hot R&B/Hip-Hop Songs | 28            |
| Regno Unito                          | 1             |